# Слуга двох панів
«Слуга двох панів» (рос. «Слуга двух господ») — російський радянський фільм-вистава 1953 року Ленінградського Великого драматичного театру ім. Горького за однойменною п'єсою Карло Гольдоні.

## Зміст
Коханий Беатріче вбиває її брата на дуелі. Він вимушений ховатися, тому їде у Венецію. Беатріче одягає чоловіче вбрання і рушає на його пошуки. Оселившись у Венеції, вона приймає до себе на роботу якогось Труффальдіно. Та кмітливий Труффальдіно служить не тільки їй.